# Opius igneus
Opius igneus är en stekelart som beskrevs av Fischer 1964. Opius igneus ingår i släktet Opius och familjen bracksteklar. Inga underarter finns listade i Catalogue of Life.